# Christoph Weyers
Christoph Weyers (* 1965 im Allgäu) ist ein deutscher Bühnen- und Kostümbildner, der für seine Ausstattungen von Theater- und Musicalproduktion im deutschsprachigen Raum, Italien und Tschechien bekannt ist. 

## Leben
Nach seiner Ausbildung zum Theatermaler studierte er Bühnen- und Kostümbild und arbeitete zunächst für Film- und Fernsehproduktionen. Ab 1998 wurde er Associate Set Designer für die deutschen Produktionen von Tanz der Vampire, Cats, Les Misérables und Mozart!. Anschließend arbeitete er als freier Bühnenbildner für Revuen des Friedrichstadt-Palast und Shows wie Best of Musicals. Mehrfach erhielt Christoph Weyers den Publikumspreis der Tschechischen Republik für seine Bühnenbilder von Les Misérables (2009), Jekyll and Hyde (2012), Ghost (2015), Titanic (2017) und The Last Ship und Nine (2019). 2019 inszeniert er zum zweiten Mal das Musical Scrooge – Eine Weihnachtsgeschichte im Museumsquartier in Wien. Im Kabarett Simpl in Wien präsentierte er als Regisseur das Musical Augustin nach dem gleichnamigen Hörspiel von Wolfgang Ambros, Manfred Tauchen und Joesi Prokopetz. Christoph Weyers schrieb hierzu auch das Buch gemeinsam mit dem Wiener Autor/Schauspieler Thomas Kahry.
Christoph Weyers lebt und arbeitet in Berlin und hat sein Atelier in den Räumlichkeiten des Gallissas Theaterverlags.

## Wichtige Arbeiten

### Bühnenbild
- vor 2009
  - Emil und die Detektive, Stella AG
  - Paradise of Pain, Theater Trier
  - Best of Musical, Tournee (Stage Entertainment)
  - Ich will Spaß, Colosseum Theater Essen (Stage Entertainment)
  - Robin Hood, La Belle Musical Produktion
  - ChristO, Staatstheater am Gärtnerplatz
  - Buddy, Die Buddy Holly Story, Colosseum Theater, Essen
- 2009
  - Les Misérables, Brünner Stadttheater
  - Die Vögel, Brünner Stadttheater
  - Der Mann, der Sherlock Holmes war, Staatsoperette Dresden
  - La Cage aux Folles, Vereinigte Bühnen Bozen
  - Edgar Allan Poe, Opernhaus Halle
  - 13 – The Musical, Opernhaus Halle
  - Anything Goes – Städtische Bühnen Osnabrück
  - Kiss me Kate, Staatsoperette Dresden
  - Passion, Staatsoperette Dresden
- 2012
  - Jekyll & Hyde, Brünner Stadttheater
  - Pardon my English, Staatsoperette Dresden
  - Die Schwarzen Brüder, Das Musical, Walensee-Bühne
  - Tell – Das Musical, Walensee-Bühne
  - Disney’s Die Schöne und das Biest, Theater Magdeburg
  - Timm Thaler oder das verkaufte Lachen, Staatstheater Darmstadt
  - The Rocky Horror Show, Theater Magdeburg
  - Die Päpstin – Das Musical, Schlosstheater Fulda und Brünner Stadttheater, Spotlight Musical
  - Flashdance – Das Musical, Brünner Stadttheater
  - Firebrand of Florence, Staatsoperette Dresden
  - Der Kaufmann von Venedig, Brünner Stadttheater
  - My Fair Lady, Walensee-Bühne, (Wuppertaler Bühnen, Pfalztheater Kaiserslautern)
- 2015
  - Ghost, The Musical, Brünner Stadttheater
  - The Glass Room, Brünner Stadttheater
- 2017
  - Titanic, Walensee-Bühne, Brünner Stadttheater
  - König Lear, Brünner Stadttheater
  - Chaplin – The Musical, Brünner Stadttheater
  - Saturday Night Fever, Walensee-Bühne, Brünner Stadttheater
  - Rent, Brünner Stadttheater, Nationaltheater Ljubljana Slowenien
  - Spamalot, Brünner Stadttheater
- 2019
  - The Last Ship, Brünner Stadttheater
  - Nine, Brünner Stadttheater
  - Heidi, Museumsquartier Wien, Tournee Show Factory Wien
  - Scrooge – eine Weihnachtsgeschichte, Show Factory Bregenz
  - Heidi, Museumsquartier Wien
- 2020
  - Paradies, Brünner Stadttheater
  - Ein wenig Farbe, Spiegelpalast am Bahnhof Zoo, Berlin
  - Antonius und Cleopatra, Brünner Stadttheater
  - PrettyWoman, Brünner Stadttheater
- 2022
  - Snow White and me, Brünner Stadttheater
  - Der Medicus, Brünner Stadttheater

### Regie
- 2019
  - Scrooge – eine Weihnachtsgeschichte, Show Factory Bregenz
  - Augustin, Autor, Regisseur, Kabarett Simpl Wien